# (1520) Imatra
(1520) Imatra – planetoida z pasa głównego asteroid okrążająca Słońce w ciągu 5 lat i 174 dni w średniej odległości 3,11 au. Została odkryta 22 października 1938 roku w Obserwatorium Iso-Heikkilä w Turku przez Yrjö Väisälä. Nazwa planetoidy pochodzi od Imatry, miasta w Finlandii. Przed nadaniem nazwy planetoida nosiła oznaczenie tymczasowe (1520) 1938 UY.